# Крупенський Анатолій Миколайович
Крупе́нський Анато́лій Микола́йович (3 жовтня 1850, Кишинів, Російська імперія — 6 грудня 1923, Рим, Італія) — гофмейстер Найвищого Двору, таємний радник, надзвичайний посланник і повноважний міністр у Норвегії (1910—1912 рр.). Був одружений з Леопольдіною-Надією Францевною, уродженою Едле фон Герц — вдовою імператорсько-королівського камерарія й відставного ротмістра графа Антона Йосипа Людвіга Трианджі фон Латч унд Мадернбург.

## Нагороди
- кавалер Австрійського Ордена Залізної Корони 3 ст.
- кавалер шведського Ордена Вази
- чорногорський орден Данила I 3 ст.
- орден Св. Володимира 3-го ст.
- орден Св. Станіслава 1-го ст.
- орден Св. Анни 1-го ст.
- Хрест кавалера італійської корони
- французький Орден Почесного легіону
- папський лицарьський Орден Пія IX[2]